# Блус Брадърс
 Тази статия е за филма на Джон Ландис.  За музикалната група вижте Блус Брадърс (група).  
„Блус Брадърс“ (на английски: The Blues Brothers) е американски филм от 1980 година, музикална екшън комедия на режисьора Джон Ландис по негов сценарий в съавторство с Дан Акройд.
В центъра на сюжета са двама дребни престъпници и ентусиазирани изпълнители на ритъм енд блус, които организират благотворителен концерт за сиропиталището, в което са израснали, преследвани от полицията, неонацисти и конкурентна кънтри група. Образите на главните герои (в ролите са Джон Белуши и Дан Акройд) са създадени за поредица от скечове в телевизионното предаване „Сатърдей Найт Лайв“. Със свои изпълнения във филма участват, наред със създадената за скечовете група „Блус Брадърс“, също и известни музиканти, като Рей Чарлс, Джеймс Браун, Арета Франклин, Каб Калоуей, Джон Лий Хукър.